# Мирабело Монферато
Мирабело Монферато (итал. Mirabello Monferrato) је насеље у Италији у округу Алесандрија, региону Пијемонт.
Према процени из 2011. у насељу је живело 1239 становника. Насеље се налази на надморској висини од 118 м.

## Становништво
| 1936. | 1951. | 1961. | 1971. | 1981. | 1991. | 2001. | 2011. |
| ----- | ----- | ----- | ----- | ----- | ----- | ----- | ----- |
| 2.370 | 2.047 | 1.822 | 1.651 | 1.482 | 1.355 | 1.361 | 1.401 |